# Жмуйдзинавичюс, Ромас
Ромас Жмуйдзинавичюс (лит. Romas Žmuidzinavičius, 21 июля 1952, Варена Литовской ССР) — современный литовский художник, народный художник Литвы.

## Биография
Первые рисунки были сделаны уже в девятилетнем возрасте. Возможно, на увлечение живописью повлияла родословная будущего художника. Его прадедом был известный литовский живописец Антанас Жмуйдзинавичюс, внёсший огромный вклад в развитие живописи Литвы. Так, в 1906 году им совместно с М.Чюрлёнисом и группой других энтузиастов была организована первая выставка живописи, прошедшая в Вильно.
В 1966 году поступил в Детскую художественную школу в Вильнюсе. Брал уроки живописи у известного художника А. Савицкаса. Здесь же он обучался созданию фресок у профессора Софии Вейверите.
В 1974 году принимал участие в реставрации готических соборов в Вильнюсе. Среди них такие яркие шедевры архитектуры как дворец Вяркю и костел Святых Иоаннов.
В 1977 году с группой единомышленников совершил творческую экспедицию по реке Игарка, где создал цикл из более чем 20-и работ, посвящённых природе Сибири. Все они были выставлены в художественном салоне г. Игарки.
С 1978 года руководил дизайнерским бюро на одном из крупнейших в СССР радиозаводе «ЭЛЬФА» в Вильнюсе. В этот период прошли его первые персональные выставки. Молодой художник пробовал себя в различных стилях живописи, создавал уникальную многослойную технику.
В конце 1970-х организовал ряд персональных выставок в городах Литвы и участвовал в нескольких коллективных.
В 2004 году с группой художников из Литвы, Венгрии и Польши организовал ежегодный пленер «Культурное наследие» в предместье Вильнюса — Траку-Воке.
Живёт и работает в Вильнюсе.

## Творчество
Творчество Ромаса Жмуйдзинавичюса большинство художественных критиков относит к импрессионизму. Сам Жмуйдзинавичюс считает своим любимым художником и предметом для подражания основателя импрессионизма Клода Моне. Работы художника наполнены лиризмом и романтикой. В основном художник предпочитает писать на холсте маслом. Техника написания многослойная, исключительно уникальная и неповторимая. Полотна мастера присутствуют во многих частных коллекциях США, Европы и России.